# Johann Christian Tremmel
Johann Christian Tremmel (* 2. Juli 1773 in Ödenburg, Königreich Ungarn; † 28. Dezember 1845 in Preßburg) war ein evangelisch-lutherischer Theologe und Erster Prediger und später Senior der Deutschen Evangelischen Kirchengemeinde A. B. zu Preßburg.

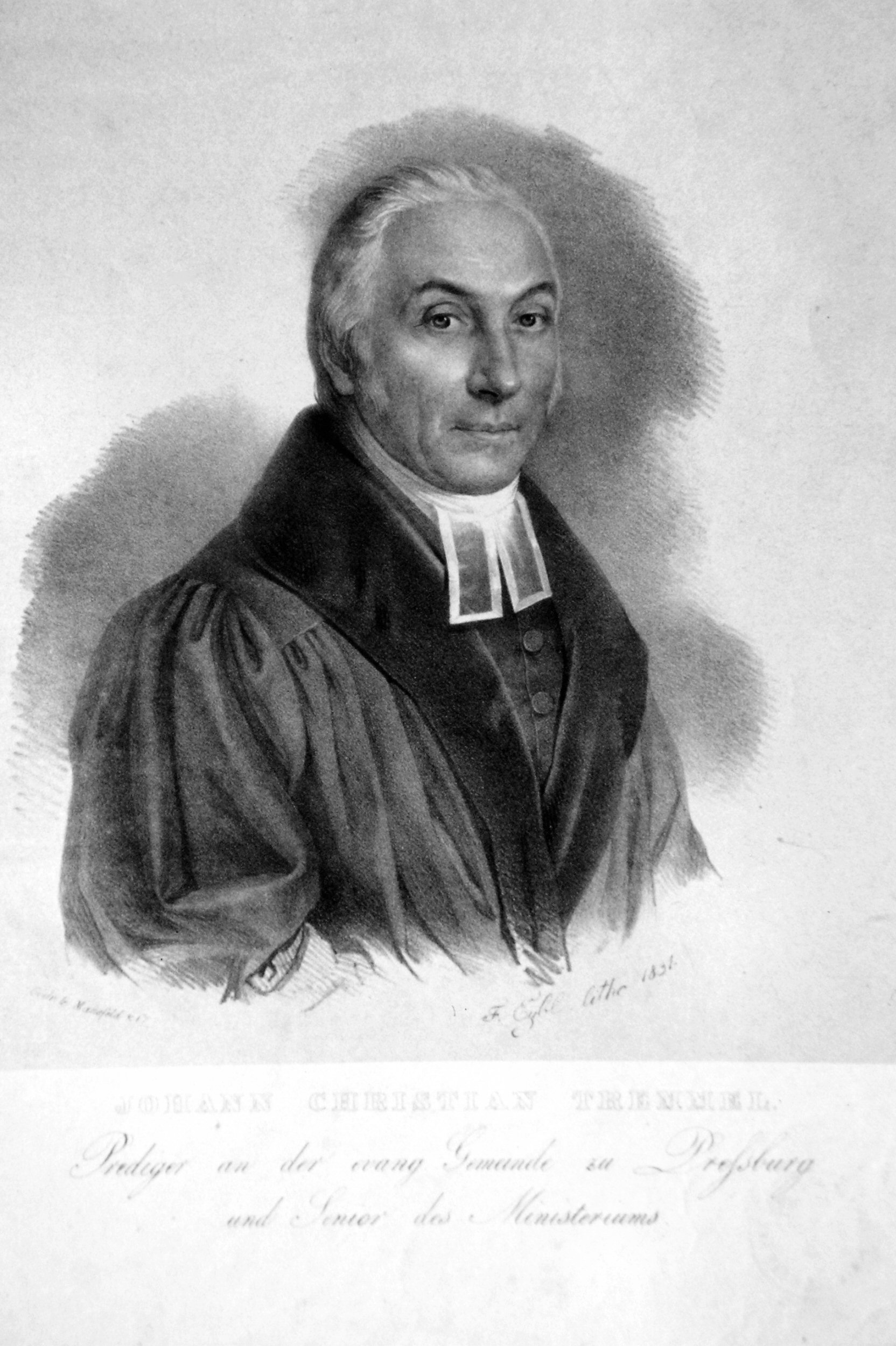
Johann Christian Tremmel im Jahre 1831 (Lithographie von Franz Eybl)

## Leben
Johann Christian Tremmel entstammte einer deutschen Familie in Ödenburg. Sein Vater Michael Tremmel war 'Wirtschaftsbürger' zu Ödenburg, seine Mutter Elisabeth war eine geborene Kánits. Seine erste Schulbildung erwarb Tremmel am Ödenburger Gymnasium. Im Jahre 1784 wurde er mit elf Jahren nach Répcze-Szemere geschickt, um die ungarische Sprache zu erlernen.
Nach Beendigung seiner Studien ging er nach Güns, wo er von 1796 bis 1798 Rektor der lateinisch-ungarischen Schule wurde. Danach studierte er Evangelische Theologie an der Universität Jena. Dort hörte er Vorlesungen u. a. von Johann Jakob Griesbach und Heinrich Eberhard Gottlob Paulus. Im Jahre 1802 wurde er von Superintendenten Stephan Nagy in Sárszentlőrinc zum Pfarrer ordiniert. Im Juni 1802 wurde er Pöttelsdorf zum Gemeindepfarrer gewählt.
Am 20. Juli 1804 wurde Tremmel von der Preßburger Deutschen Evangelischen Kirchengemeinde A.B. zum Prediger berufen. Im Jahre 1809 wurde er mit den aus den Napoleonischen Kriegen resultierenden Unruhen unliebsam konfrontiert. Unter der Belagerung Preßburgs durch die französischen Truppen hatte er schwer zu leiden.
In den Jahren 1831–1832 wütete in Preßburg eine Choleraepidemie; Tremmel kümmerte sich aufopfernd um die Erkrankten und bot ihnen pastoralen Beistand.
Im Jahre 1829 wurde Tremmel zum Senior der Deutschen Preßburger Gemeinde gewählt; dieses Amt bekleidete er bis zu seinem Tode. Johann Christian Tremmel starb am 28. Dezember 1845 an den Folgen einer Lungenentzündung in Preßburg und wurde am Preßburger Gaistor-Friedhof bestattet.
Zahlreiche Predigten und Nekrologe von Tremmel sind in Druck in Preßburg erschienen, u. a. seine Antrittspredigt (Preßburg 1805), eine Trauerrede über Daniel von Curry (Preßburg 1816), eine Grabrede über Pfarrer Wilhelm Joseph Jarius (Preßburg 1843).

### Familie

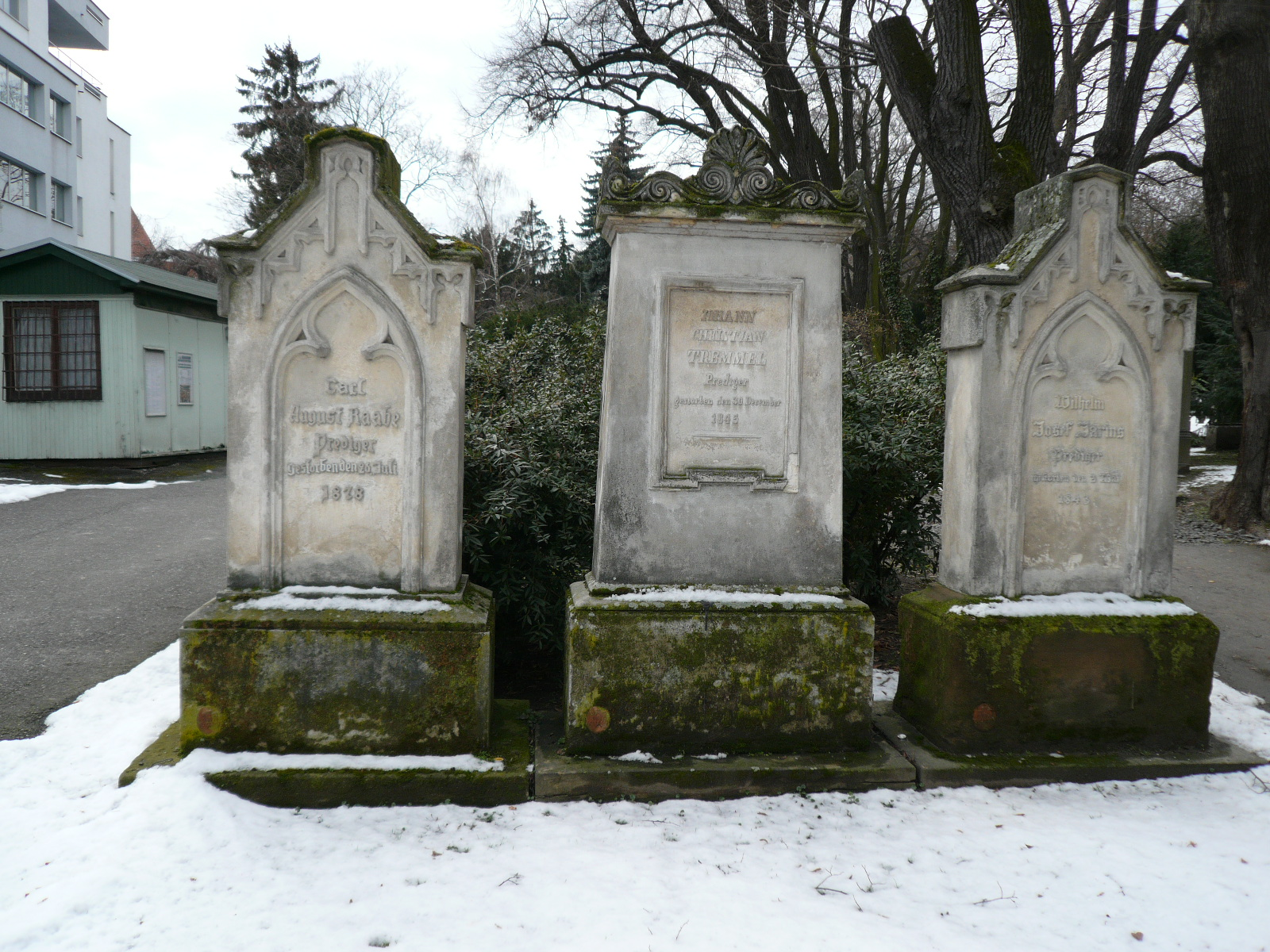
Grabsteine der Prediger der Deutsche Evangelischen Kirchengemeinde A. B. zu Preßburg. Der Grabstein von Johann Christian Tremmel befindet sich in der Mitte.

Am 8. September 1802 heiratete er Karoline von Tomka, die Tochter des Archivars der Grafen Zichy Franz von Tomba. Aus der Ehe ging ein Sohn hervor, der jedoch noch im Kleinkindesalter von drei Jahren starb. Nach dem Tode seiner ersten Frau verehelichte sich Tremmel am 26. November 1628 in Straß-Sommerein zum zweiten Male mit Karoline Katharina geb. Glatz (* 3. Oktober 1802 in Straß-Sommerin, † 11. April 1882 in Preßburg), der Tochter des evangelischen Pfarrers Jakob Glatz (des Älteren)  in Straß-Sommerein. Diese Ehe blieb kinderlos, doch nahm das Ehepaar deshalb drei Waisenmädchen ins Haus.